# Stolephorus shantungensis
Stolephorus shantungensis is een straalvinnige vissensoort uit de familie van ansjovissen (Engraulidae). De wetenschappelijke naam van de soort is voor het eerst geldig gepubliceerd in 1978 door Li.